# Hesztia
Hesztia (görögül: Ἑστία, a rómaiaknál Vesta) a görög mitológiában a tizenkét főisten egyike, Rhea és Kronosz legidősebb (Kronosz őt nyelte el elsőként) és egyben a legfiatalabb  (mivel utolsóként került ki a gyomrából) gyermeke. Hesztia a családi tűzhely védőistennője, a házas élet, a családi élet védője volt. Az ókori Hellász egyik legtiszteltebb istennője volt, akinek szentélyei minden városban álltak. Az összes olümposzi közül a legszerényebb, és legudvariasabb isten volt. Nem vágyott hatalomra, az Olümposzon sohasem volt saját trónja – viszont ő őrizte a szent lángot a megszentelt hegyen: ezt a lángot lopta el Prométheusz az embereknek. Miután a tűz lekerült a földre, Hesztia szentélyévé vált minden tűzhely, eképp a házak kemencéi és kandallói is.
Így jutott be Hesztia minden családi fészekbe. Egy alkalommal Poszeidón és Apollón udvaroltak neki, azonban a vitát elkerülendő Hesztia megesküdött Zeusznak, hogy örök életében megőrzi szüzességét. Ezért Hesztia papnői is szűzies életre vállalkoztak. Minden városban nagy tisztelet övezte papnőit, ugyanis az istennő szentélyében őrizték a szent lángot, és a görögök hite szerint ha ez kialudt, az bajt és pusztulást hozott a városra.
A gyarmatosítás időszakában a kirajzó hajóhadak saját városuk lángját vitték fel a fedélzetre, és az újonnan alapított város tüzét ezzel a fáklyával gyújtották meg. Hesztia szentélyeit prütaneiónoknak nevezték.
A görög mítoszokban, hőskölteményekben nem szerepel; hivatalos állami kultusza nem volt.
Öltözetük, hosszú fehér ruha volt, s fejükön papi homlok-kötőt viseltek; midőn áldoztak, fátylat húztak a fejükre.